# デジモン一覧
デジモン一覧（デジモンいちらん）はバンダイとウィズのデジタルモンスターシリーズに登場する架空の生命体デジタルモンスター（デジモン）の一覧である。
デジモンは米国をはじめとする海外でもヒットしており、参考に各デジモンの英語名も併記している。
（注意：英語名が未記入のデジモンがいるが、それは海外のシリーズで登場しないということではなく、現在調査、執筆途中であるということ）
なお、この一覧は登場人物やキャラクターの一覧ではなく架空の「生物種」に関する一覧である。特に断りがない限りは原案の「本郷あきよし」によって定められた設定に基づいたものであり、漫画・アニメ・ゲームなどに登場する各種族の「個体」については各作品の項目で扱っている。
登録デジモン総数：約1170体（デジモンウェブのデジモン図鑑で追加されている数のみ。アニメと漫画とゲームオリジナルのデジモンは除く）
- デジモン一覧 (あ-さ)
- デジモン一覧 (た-は)
- デジモン一覧 (ま-わ)